# Volo Air Littoral 701
Il volo Air Littoral 701 era un volo passeggeri internazionale di linea dall'aeroporto di Nizza Costa Azzurra, in Francia, all'aeroporto di Firenze-Peretola, in Italia. Il 30 luglio 1997, l'aereo ATR 42-500 operante il volo uscì di pista durante l'atterraggio a Firenze e finì in un fosso vicino a un terrapieno autostradale. Non ci furono vittime tra i 14 passeggeri a bordo, ma la sezione della cabina di pilotaggio fu gravemente danneggiata e il comandante morì per le ferite quattro giorni dopo.

## L'aereo
Il velivolo coinvolto era un ATR 42-512, marche F-GPYE, numero di serie 492. Volò per la prima volta il 24 gennaio 1996 e venne consegnato ad Air Littoral, il cliente di lancio di questo modello, il 25 aprile dello stesso anno. Era spinto da 2 motori turboelica Pratt & Whitney Canada PW127E. Al momento dell'incidente, l'aereo aveva solo un anno e sette mesi.

## L'incidente
Intorno alle 10:30 del giorno dell'incidente, a seguito di un volo tranquillo da Nizza, l'aereo si preparava ad atterrare all'aeroporto di Firenze-Peretola, dove il tempo era stato segnalato come CAVOK, ovvero buona visibilità e assenza di nuvole; il vento era leggero e variabile. L'equipaggio scelse di atterrare sulla pista 23, con una testata spostata di 620 metri. Tale scelta fu descritta come insolita, nelle condizioni date; L'ottanta per cento degli aerei che operavano in aeroporto quel giorno era atterrato sulla pista opposta, la pista 05.
Alle 10:36, l'aereo venne osservato atterrare in lontananza sulla pista e ad una velocità molto più alta del solito. Oltrepassò poi la fine della pista, sfondò la recinzione perimetrale dell'aeroporto e terminò la sua corsa in un fosso vicino all'autostrada A11. Il motore destro si fermò quando l'elica toccò il suolo, ma il motore sinistro continuò a girare per i successivi 45 minuti, mentre erano in corso le operazioni di soccorso.
Tutti i passeggeri vennero rapidamente evacuati, ma, a causa dei danni alla sezione della cabina di pilotaggio, ci volle circa un'ora per estricare i due membri dell'equipaggio. Il comandante fu ricoverato in ospedale ma morì quattro giorni dopo per le ferite riportate; il primo ufficiale e altri 13 passeggeri rimasero feriti.

## Le indagini
All'epoca non era ancora stata istituita l'Agenzia nazionale per la sicurezza del volo, pertanto la questione venne deferita all'Ente nazionale per l'aviazione civile e al pubblico ministero.
Emerse che durante l'atterraggio, il primo ufficiale era il pilota ai comandi, e stava effettuando l'addestramento sotto la supervisione del comandante Jean-Rémy Cuculière. Il pubblico ministero appurò che l'avvicinamento era stato condotto a una velocità orizzontale e a una velocità di discesa eccessive, attivando anche il relativo sistema di allarme a bordo, che venne ignorato. Nessun difetto tecnico fu trovato nell'aereo.
Il primo ufficiale e due manager di Air Littoral, il capo della formazione e il capo delle risorse umane, vennero accusati di omicidio colposo e di aver provocato un disastro aereo, ma vennero assolti nel novembre 2003. La responsabilità dell'incidente venne infine imputata al comandante, e la sua decisione "imprudente" di procedere con l'atterraggio nonostante l'avvicinamento poco sicuro.

## Conseguenze
L'incidente evidenziò i limiti dell'aeroporto di Firenze Peretola, che è geograficamente vincolato tra l'autostrada A11 e il Monte Morello, alto 3 064 piedi (934 m). L'evento fu citato negli anni successivi come argomento contro le proposte di ulteriore sviluppo dell'aeroporto, con gli oppositori che raccomandavano invece di espandere il vicino aeroporto di Pisa.